# İlber Ortaylı
Ilber Ortaylı (Bregenz, 21 de mayo de 1947) es un historiador turco.
Estudió lenguas eslavas y de Europa del Este en la Universidad de Viena. Completó sus estudios de posgrado en la Universidad de Chicago.
En 1981, se casó con Ayşe Özdolay y tuvo una hija llamada Tuna. Luego se divorció de su esposa en 1999. Fue un profesor visitante en Viena, Berlín, París, Moscú, y ha impartido seminarios y conferencias en las universidades de Roma, Sofía, Cambridge, Oxford y Túnez.
Los artículos publicados de Ortayli como historia diplomática, cultural e intelectual tematizan, por ejemplo: historia del drama turco, influencia alemana en el imperio otomano del siglo XIX e historia rusa.
También en el año 2007 se le otorgó la medalla de Pushkin, que se confiere a las personas que difunden el idioma ruso y el patrimonio cultural y acercan los países, con la firma de Vladímir Putin.
El libro que escribió sobre Mustafa Kemal Atatürk sigue siendo número uno en las listas de más vendidos.[cita requerida]